# Marc Alaimo
Michael Anthony Alaimo, (Milwaukee, 5 de maio de 1942) conhecido por seu nome artístico de Marc Alaimo, é um ator estadunidense, conhecido por seus papéis de vilão em filmes e séries de televisão. Seu papel mais conhecido é o de Gul Dukat, na série de TV Star Trek: Deep Space Nine.

## Vida e carreira
Marc Alaimo nasceu em Milwaukee, em 1942. Começou a atuar com mais de 30 anos, em 1972. Começou com papéis pequenos em séries de TV, como The Bionic Woman, Kojak, The Incredible Hulk, Starsky and Hutch, The Greatest American Hero e Quantum Leap. No cinema, esteve em prodições como The Last Starfighter, The Naked Gun, Tango e Cash, Naked Gun 33⅓: The Final Insult, The Dead Pool e Total Recall.
Fez vários papéis pequenos em séries de Star Trek, mas foi apenas em 1993 que passou a interpretar um papel recorrente, o de Gul Dukat, antagonista deStar Trek: Deep Space Nine, tendo aparecido em 37 episódios da série e tornando-se um dos mais adorados e reconhecidos personagens.
De seu primeiro casamento, com Doris Hepfner, ele teve Michael Antony Alaimo Jr. (1971), roteirista, produtor e editor, conhecido por seu trabalho em The Closer, Major Crimes e Traveler. De seu segundo casamento, com Karla Groseclos, ele teve uma filha, Ariel Rose (1989).